# Organisatie voor Islamitische Samenwerking
De Organisatie voor Islamitische Samenwerking (OIS, Arabisch: Munaẓamat al-Taʿāwun al-Islāmī) is een internationale islamitische organisatie opgericht in Jeddah, Saoedi-Arabië, in mei 1971, na topontmoetingen door islamitische staatshoofden en regeringsleiders in 1969 en door islamitische ministers van Buitenlandse Zaken in 1970. Het lidmaatschap is een intergouvernementele organisatie met een permanente vertegenwoordiger bij de Verenigde Naties. De organisatie bestaat uit 57 voornamelijk islamitische landen. Het doel van de OIS is om de belangen van de moslims wereldwijd te behartigen.

## Doelstellingen
Deze internationale samenwerkingsorganisatie heeft zich onder meer tot doel gesteld de islamitische solidariteit te bevorderen door sociale, economische, wetenschappelijke en culturele activiteiten te coördineren. Onder de vlag van het versterken van de gezamenlijke strijd van moslims, belooft ze rassensegregatie en discriminatie  uit te bannen, vooral met betrekking tot het Palestijnse volk. 
Projecten zijn onder meer het International Islamic News Agency, de Islamitische Ontwikkelingsbank, het Islamic Solidarity Fund en het World Center for Islamic Education.

## Geschiedenis
Directe aanleiding tot de oprichting in 1969 was een brandaanslag op de Al-Aqsamoskee in Jeruzalem, een van de belangrijkste heiligdommen in de islam, door een Australische christenfundamentalist.
In 1990 gaf de Organisatie de Caïro-verklaring van de mensenrechten in de islam uit, een richtsnoer voor haar leden op het gebied van de mensenrechten.
In 2004 werd de Turkse wetenschapshistoricus Ekmeleddin İhsanoğlu (1943) benoemd tot secretaris-generaal van de OIS.
In 2008 benoemden de Verenigde Staten een vaste gezant voor de OIS, Sada Cumber, waarmee de VS het belang van de organisatie onderstreepten.
In december 2015 werd op initiatief van Saudi-Arabië door 34 lidstaten onder verwijzing naar het oprichtingshandvest van de organisatie de Islamitische Militaire Alliantie in het leven geroepen.

## Schorsingen
- 1979 - Egypte, wegens de Camp David-akkoorden (tot 1984)
- 1980 - Afghanistan, wegens de pro-Sovjetregering (tot 1989)
- 2012 - Syrië, wegens het repressieve optreden tegen de Arabische Lente en de daaropvolgende burgeroorlog.

## Leden

### Lidstaten
Afrika
- Algerije (1969)
- Benin (1982)
- Burkina Faso (1975)
- Comoren (1976)
- Djibouti (1978)
- Egypte (1969, geschorst tussen 1979 en 1984)
- Gabon (1974)
- Gambia (1974)
- Guinee (1969)
- Guinee-Bissau (1974)
- Ivoorkust (2001)
- Kameroen (1975)
- Libië (1969)
- Mali (1969)
- Marokko (1969)
- Mauritanië (1969)
- Mozambique (1994)
- Niger (1969)
- Nigeria (1986)
- Oeganda (1974)
- Senegal (1969)
- Sierra Leone (1972)
- Soedan (1969)
- Somalië (1969)
- Togo (1997)
- Tsjaad (1969)
- Tunesië (1969)

Azië
- Afghanistan (1969, geschorst tussen 1980 en 1989)
- Azerbeidzjan (1991)
- Bahrein (1970)
- Bangladesh (1974)
- Brunei (1984)
- Indonesië (1969)
- Irak (1976)
- Iran (1969)
- Jemen (Noord-Jemen in 1969, herenigd met Zuid-Jemen in 1990)
- Jordanië (1969)
- Kazachstan (1995)
- Kirgizië (1992)
- Koeweit (1969)
- Libanon (1969)
- Malediven (1976)
- Maleisië (1969)
- Oezbekistan (1995)
- Oman (1970)
- Pakistan (1969)
- Palestina (1969)
- Qatar (1970)
- Saoedi-Arabië (1969)
- Syrië (1970)
- Tadzjikistan (1992)
- Turkije (1969)
- Turkmenistan (1992)
- Verenigde Arabische Emiraten (1970)

Europa
- Albanië (1992)

Zuid-Amerika
- Guyana (1998)
- Suriname (1996)

### Voormalige lidstaten
- Noord-Jemen
- Zanzibar (jan 1993-aug 1993)
- Zuid-Jemen

### Waarnemende lidstaten
- Bosnië en Herzegovina (1994)
- Centraal-Afrikaanse Republiek (1997)
- Noord-Cyprus (1979, officieel in 2004)
- Rusland (2005)
- Thailand (1998)

### Potentiële lidstaten
- Bosnië en Herzegovina
- Eritrea
- Ethiopië
- Ghana
- Kenia
- Kosovo
- Liberia
- Singapore
- Zuid-Soedan